# Jim Flaherty
Jim Flaherty, właśc. James Michael Flaherty (ur. 30 grudnia 1949, zm. 10 kwietnia 2014 w Ottawie) – kanadyjski polityk, minister finansów w rządzie prowincjonalnym Ontario i w rządzie federalnym.
Studiował na Princeton University i w Osgoode Hall w Toronto. Był starszym partnerem w firmie prawniczej Flaherty Dow Elliott. W 1990 ubiegał się po raz pierwszy o miejsce w zgromadzeniu parlamentarnym prowincji Ontario z ramienia Progresywno Konserwatywnej Partii Ontario, ale nie zdobył mandatu. Wybrany został w 1995 i w październiku 1997 wszedł do rządu prowincjonalnego Mike’a Harrisa, obejmując tekę ministra pracy. W 1999 ubiegał się z powodzeniem o reelekcję, a w rządzie przeszedł na stanowisko prokuratora generalnego Ontario. W latach 2001–2002 był ministrem finansów i wicepremierem.
W 2002 ubiegał się o stanowisko lidera Progresywno Konserwatywnej Partii Ontario po ustępującym Harrisie, ale uległ Ernie Evesowi. W kwietniu 2002 Eves powierzył mu mniej znaczącą funkcję ministra ds. przedsiębiorstw, którą Flaherty pełnił do porażki wyborczej partii rok później. Ponownie stanął do rywalizacji o stanowisko lidera, kiedy rezygnację złożył Eves, we wrześniu 2004 został jednak pokonany przez Johna Tory’ego. W gabinecie cieni Ontario kierowanym przez Tory’ego Flaherty odpowiadał za resort finansów.
W walce o stanowisko lidera partii Flaherty opowiadał się za ograniczeniem podatków i zwiększeniem prywatyzacji. Występował również jako zwolennik współpracy z USA i wspierał politykę zagraniczną George’a Busha, w tym inwazję na Irak.
W grudniu 2005 Flaherty zrezygnował z mandatu w zgromadzeniu prowincjonalnym Ontario i z ramienia Konserwatywnej Partii Kanady wystartował w wyborach federalnych w styczniu 2006. Zdobył mandat deputowanego, a w lutym 2006 został powołany na stanowisko ministra finansów w rządzie Stephena Harpera. Zrezygnował ze stanowiska w marcu 2014, niespełna miesiąc później zmarł na atak serca.
Nosił tytuł członka Tajnej Rady Królowej ds. Kanady.